# Taza, fils de Cochise
Pour plus de détails, voir Fiche technique et Distribution.
Taza, fils de Cochise (Taza, Son of Cochise) est un film américain réalisé en relief (3D) par Douglas Sirk sorti en 1954.

## Synopsis
Taza succède a son père Cochise, ardent défenseur de la paix avec les "visages pales". Mais son frère, Naiche, qui convoite la belle Oona promise à Taza, pactise avec Geronimo contre les hommes blancs.

## Fiche technique
- Titre original : Taza, Son of Cochise
- Titre français : Taza, fils de Cochise
- Réalisation : Douglas Sirk
- Scénario : George Zuckerman et Gerald Drayson Adams d'après une histoire de Gerald Drayson Adams
- Direction artistique : Bernard Herzbrun et Emrich Nicholson
- Photographie : Russell Metty
- Montage : Milton Carruth
- Musique : Frank Skinner
- Production : Ross Hunter
- Société de production : Universal Pictures
- Société de distribution : Universal Pictures
- Pays de production : États-Unis
- Langue : anglais
- Format : couleur (Technicolor) - 35 mm - 2,00:1 (Universal 3-D) - son mono (Western Electric Recording)
- Genre : western
- Durée : 79 minutes
- Dates de sortie : 
  - États-Unis : 18 février 1954
  - France : 8 juin 1955

## Distribution
- Rock Hudson (VF : Claude Bertrand) : Taza
- Barbara Rush (VF : Estelle Gerard) : Oona
- Gregg Palmer : le capitaine Burnett
- Bart Roberts : Naiche
- Morris Ankrum (VF : Lucien Bryonne) : Aigle Gris
- Eugene Iglesias (VF : Georges Aminel) : Chato
- Richard H. Cutting (VF : Jean Clarieux) : Cy Hegan, l’éclaireur
- Ian MacDonald (VF : Maurice Dorléac) : Geronimo
- Robert Burton (VF : Raymond Rognoni) : le général George Crook
- Joe Sawyer (VF : Marcel Raine) : le sergent Hamma
- Lance Fuller : le lieutenant Willis
- Bradford Jackson : le lieutenant Richards
- Jeff Chandler (VF : René Arrieu) : Cochise
- William Leslie : un sergent
- Robert F. Hoy (VF : Jean Amadou) : Lobo, lieutenant de Geronimo

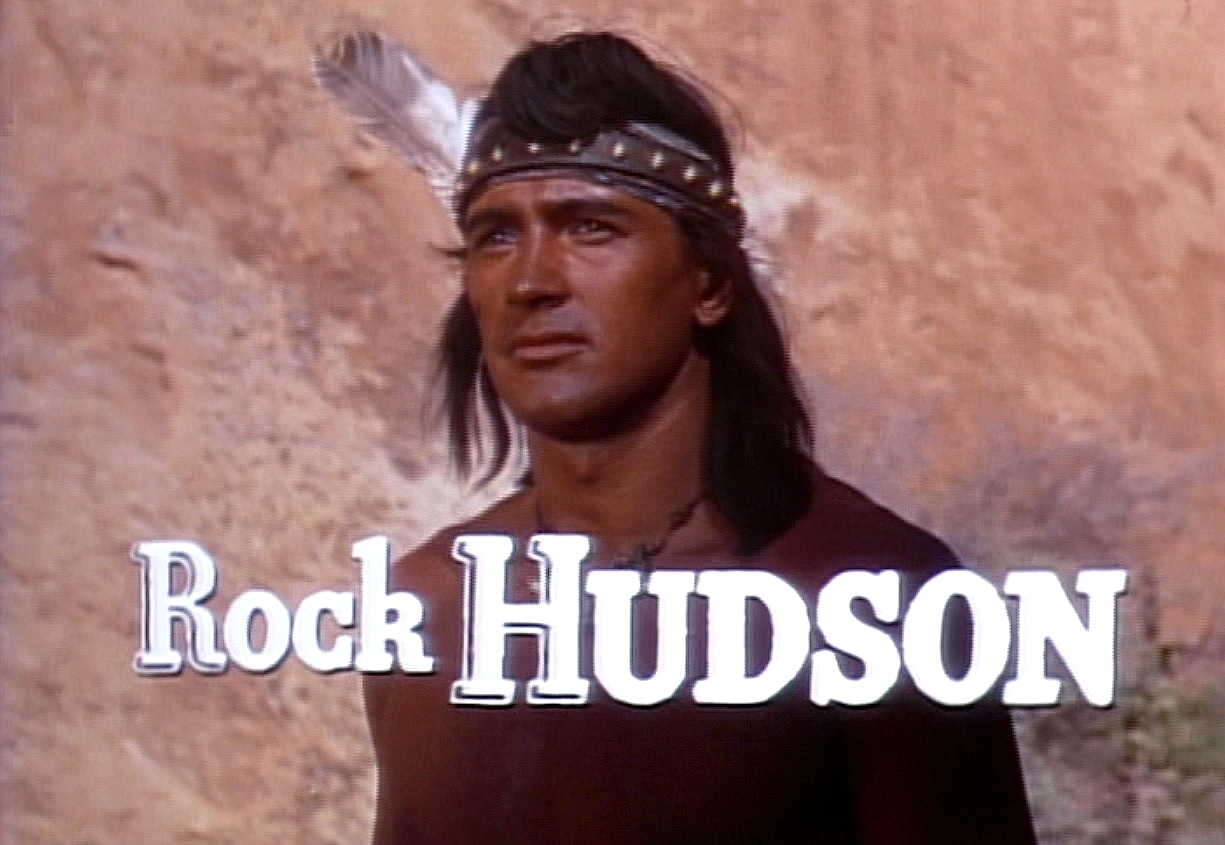
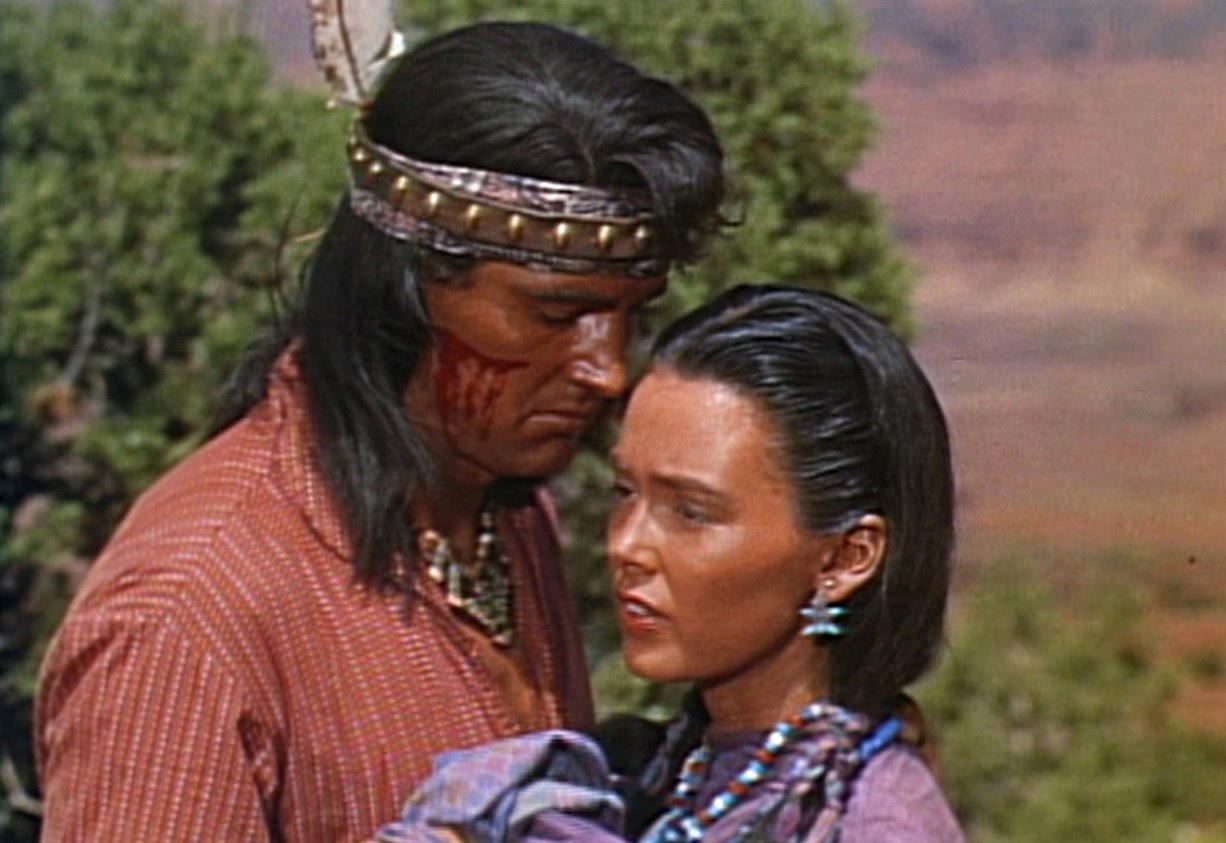
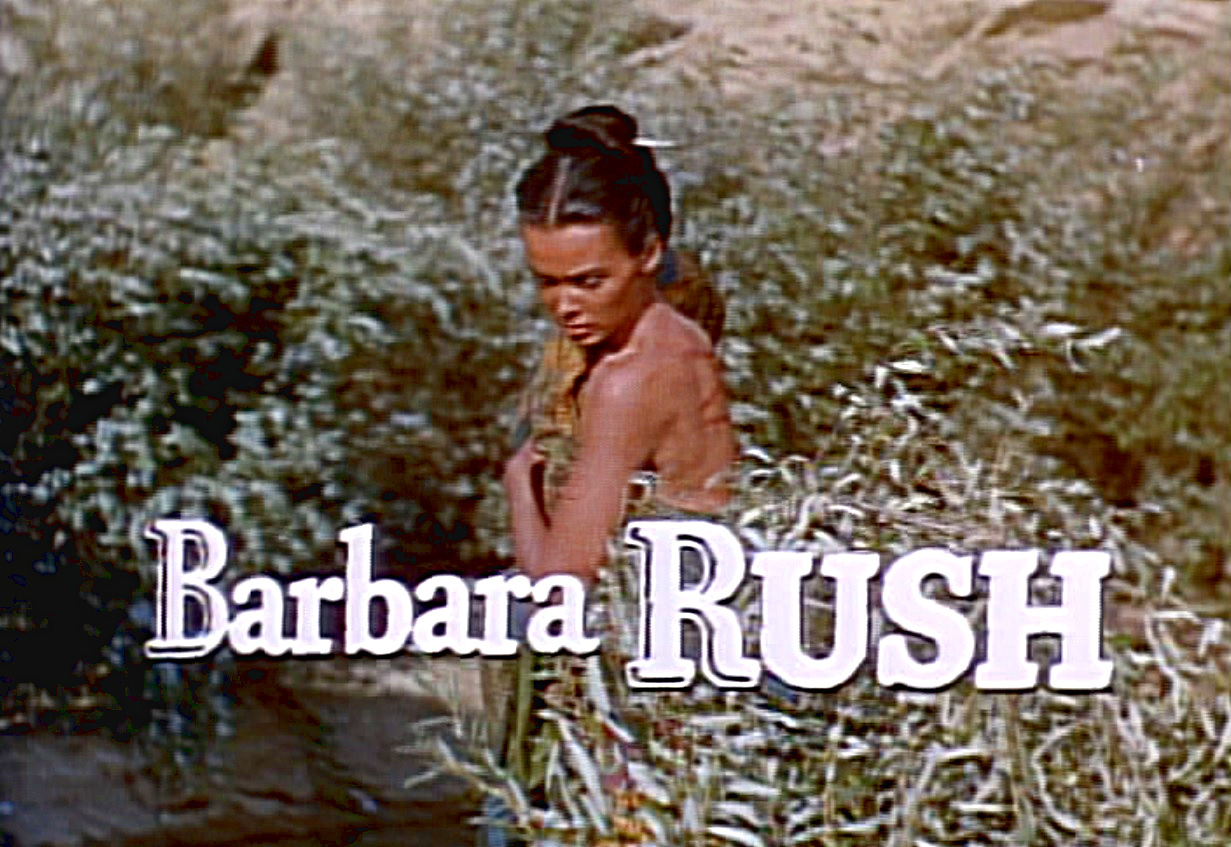

## Autour du film
- Jeff Chandler avait été déjà deux fois Cochise : dans La flèche brisée (1950) et dans Au mépris des lois (1952).
- C'est l'unique incursion du réalisateur Douglas Sirk dans le western.